# 纯色啄花鸟
纯色啄花鸟（学名：Dicaeum minullum），又名綠啄花鳥，是啄花鸟科啄花鸟属的一种，分布于香港、老挝、孟加拉国、不丹、文莱、中国大陆、印度、新加坡（已绝灭）、泰国、印度尼西亚、缅甸、台湾、马来西亚、越南、尼泊尔和柬埔寨。该物种的保护状况被评为无危。
纯色啄花鸟的平均体重约为5.3克。栖息地包括种植园、亚热带或热带的湿润低地林、乡村花园、亚热带或热带的湿润山地林和耕地。一般见于低山开阔的森林地带以及亦见于林间小道的低矮乔木或傍山公路的行道树上。MalabarCoast。

## 亚种
- 纯色啄花鸟海南亚种（指名亚种），是中国的特有物种。分布于海南等地。该物种的模式产地在海南岛榆林。[3]
- 纯色啄花鸟西南亚种（学名：Dicaeum minullum olivaceum）。分布于尼泊尔、锡金、不丹、印度、孟加拉、缅甸、老挝、越南以及中国大陆的福建、广东、广西、湖南、四川、贵州、云南等地。该物种的模式产地在缅甸Tonghoo和KarenHills。[4]
- 纯色啄花鸟台湾亚种（学名：Dicaeum minullum uchidai），是台灣的特有物种。分布于台灣本島。该物种的模式产地在台湾阿里山。[5]